# Niltava
Niltava és un gènere d'ocells de la família dels muscicàpids (Muscicapidae).

## Taxonomia
Segons la Classificació del Congrés Ornitològic Internacional (versió 11.2, 2021) aquest gènere està format per 7 espècies:
- Niltava davidi - Niltava del pare David.
- Niltava grandis - Niltava grossa.
- Niltava macgrigoriae - Niltava de McGrigor.
- Niltava sumatrana - Niltava de Sumatra.
- Niltava sundara - Niltava sundara.
- Niltava vivida - Niltava de Taiwan.
- Niltava oatesi - Niltava ventre-rogenca.